# G.U.Y.
«G.U.Y.» — третій та фінальний сингл третього студійного альбому американської поп-співачки Леді Ґаґи — «ARTPOP». Сингл вийшов 28 березня 2014.

## Список композицій
- Цифрове завантаження — ремікси[1]

1. "G.U.Y." (St. Lucia Remix) – 5:29
2. "G.U.Y." (Rami Samir Afuni Remix) – 4:28
3. "G.U.Y." (Wayne G Throwback Anthem) – 7:53
4. "G.U.Y." (Lovelife Remix) – 3:15
5. "G.U.Y." (KDrew Remix) – 4:45

## Чарти
Тижневі чарти
| Чарт (2013-2014)                              | Позиція |
| --------------------------------------------- | ------- |
| Австралія (ARIA)                              | 88      |
| Бельгія (Ultratop 50 Flanders) (Фландрія)     | 7       |
| Бельгія (Ultratop 50 Wallonia) (Валлонія)     | 13      |
| Болгарія (IFPI)                               | 5       |
| Канада (CHR/Top 40) (Billboard)               | 47      |
| Чехія (Rádio Top 100)                         | 45      |
| Фінляндія (Airplay) (Suomen virallinen lista) | 38      |
| Франція (SNEP)                                | 92      |
| Греція (Digital Songs) (Billboard Greece)     | 8       |
| Італія (FIMI)                                 | 94      |
| Ліван (The Official Lebanese Top 20)          | 16      |
| Словаччина (Rádio Top 100)                    | 73      |
| Південна Корея (Gaon Music Chart)             | 42      |
| Велика Британія (Official Charts Company)     | 115     |
| США (Billboard Hot 100)                       | 76      |
| США (Dance Club Songs) (Billboard)            | 4       |
| США (Mainstream Top 40) (Billboard)           | 29      |

## Історія релізів
| Країна          | Дата            | Формат                            | Лейбл                                 |
| --------------- | --------------- | --------------------------------- | ------------------------------------- |
| Італія          | 28 березня 2014 | Contemporary hit radio            | Streamline Records                    |
| США             | 8 квітня 2014   | Contemporary hit radio            | Streamline Records Interscope Records |
| США             | 8 квітня 2014   | Rhythmic contemporary             | Streamline Records Interscope Records |
| Велика Британія | 21 квітня 2014  | Contemporary hit radio            | Polydor Records                       |
| США             | 29 квітня 2014  | Цифровий міні-альбом із реміксами | Interscope Records                    |